# Hill 60-Koers
La Hill 60-Koers (anciennement Zillebeke-Westouter-Zillebeke) est une course cycliste belge disputée au mois d'août autour de Zillebeke, dans la province de Flandre-Occidentale (Région flamande).

## Palmarès
| Année                         | Vainqueur             | Deuxième            | Troisième            |
| Zillebeke-Westouter-Zillebeke |                       |                     |                      |
| ----------------------------- | --------------------- | ------------------- | -------------------- |
| 2004                          | Joeri Clauwaert (de)  | Steven De Decker    | Dave Verlinden       |
| 2005                          | Kevin Maene           | Hansjörg Standaert  | Adam Gawlik          |
| 2006                          | Nico Kuypers          | Gianni Meersman     | Stijn Joseph         |
| 2007                          | Ramūnas Navardauskas  | Gediminas Bagdonas  | Dries Van der Ginst  |
| 2008                          | Julien Vermote        | Brecht Dhaene       | Stijn Hoornaert      |
| 2009                          | Jelle Wallays         | Remco te Brake      | Geoffrey Demeyere    |
| 2010                          | Laurens De Vreese     | Jelle Wallays       | Jens Debusschere     |
| 2011                          | Geoffrey Deresmes     | Tom Devriendt       | Ethin Kimmince       |
| 2012                          | Samuel Spokes         | Dimitri Claeys      | Sylvain Rolet        |
| 2013                          | annulé                | annulé              | annulé               |
| Hill 60-Koers                 |                       |                     |                      |
| 2014                          | Steven Caethoven      | Matthias Legley     | Niels Nachtergaele   |
| 2015                          | Bjorn De Decker       | Ciske Aneca         | Robert Smail         |
| 2016                          | Bram Welten           | Emiel Vermeulen     | Nathan Van Hooydonck |
| 2017                          | Maxime De Poorter     | Ylber Sefa          | Niels Nachtergaele   |
| 2018                          | Julien Van den Brande | Yves Coolen         | Jens Vandenbogaerde  |
| 2019                          | Merlijn Decoster      | Jens Vandenbogaerde | Steven Caethoven     |
| 2020-2021                     | non disputé           | non disputé         | non disputé          |
| 2022                          | Lennert Teugels       | Jérôme Baugnies     | Yentl Vandevelde     |